# نموذج مرتبط بالسلسلة
نموذج كلاين
تم تقديم نموذج الابتكار المرتبط بالسلسلة أو نموذج كلاين من قبل المهندس الميكانيكي ستيفن جيه كلاين في عام 1985،  ووصفه كلاين والخبير الاقتصادي ناثان روزنبرج في عام 1986 .  النموذج المترابط بالسلسلة هو محاولة لوصف التعقيدات في عملية الابتكار . ويعتبر هذا النموذج بمثابة المساهمة الأكثر أهمية التي قدمها كلاين . 

## وصف
في النموذج المترابط بالسلسلة ، المعرفة الجديدة ليست بالضرورة المحرك للابتكار . وبدلاً من ذلك ، تبدأ العملية بتحديد حاجة غير ملباة في السوق . وهذا يقود عملية البحث و التصميم ، ثم إعادة التصميم و الإنتاج ، وأخيرًا التسويق ، مع حلقات تغذية مرتدة معقدة بين جميع المراحل . وهناك أيضًا حلقات تغذية راجعة مهمة مع قاعدة المعرفة المخزنة لدى المنظمة و العالم ، مع إجراء أبحاث أساسية جديدة أو تكليفها حسب الضرورة ، لملء الفجوات .
غالبًا ما يتم مقارنته بما يسمى بالنموذج الخطي للابتكار ،  حيث يؤدي البحث الأساسي إلى التطوير التطبيقي، ثم الهندسة ، ثم التصنيع ، و أخيرًا التسويق و التوزيع .

## التطبيقات
تم تصميم نموذج كلاين في المقام الأول مع وضع الإعدادات الصناعية التجارية في الاعتبار ، ولكن وجد تطبيقًا واسعًا في إعدادات أخرى ، على سبيل المثال في تطوير التكنولوجيا العسكرية .  وقد وصف عدد من الباحثين الاختلافات و الامتدادات للنموذج .  